# 萨谢尔日圣马丁
萨谢尔日圣马丁（法語：Sacierges-Saint-Martin）是法国安德尔省的一个市镇，位于该省南部偏西，属于勒布朗区。该市镇总面积31.17平方公里，2009年时的人口为312人。

## 人口
萨谢尔日圣马丁人口变化图示